# ویلیام گاورز
ویلیام گاورز (انگلیسی: William Gowers؛ ‏ ۲۰ مارس ۱۸۴۵ – ۴ مهٔ ۱۹۱۵) متخصص مغز و اعصاب اهل پادشاهی متحد بریتانیای کبیر و ایرلند بود که مک‌دانلد کریچلی در سال ۱۹۴۹ او را «احتمالاً بزرگترین نورولوژیست بالینی تمام دوران» توصیف کرد. او بین سال‌های ۱۸۷۰ تا ۱۹۱۰ در بیمارستان ملی عصب‌شناسی و جراحی مغز و اعصاب در میدان کوئین لندن کار می‌کرد، در خانه‌اش در خیابان کوئین آن، W1، مشاوره پزشکی می‌داد و در بیمارستان آموزشی کالج دانشگاهی لندن تدریس می‌کرد. او آثار زیادی منتشر کرد، اما احتمالاً بیشتر به خاطر دو جلد کتاب راهنمای بیماری‌های سیستم عصبی (۱۸۸۶، ۱۸۸۸) که در بیمارستان ملی عصب‌شناسی به عنوان کتاب مقدس عصب‌شناسی از آن یاد می‌شود، در یادها مانده است.
نشانه گاورز و سندرم گاورز نامشان را از او می‌گیرند. وی در سال ۱۸۹۲ به کمک دیوید فرییر و جان هالینگز جکسون «انجمن ملی اشتغال بیماران صرعی» را بنیان نهاد که بعدها مبدل به «انجمن ملی صرع بریتانیا» شد
وی همچنین برندهٔ جوایز و افتخاراتی همچون شوالیه و همکار انجمن سلطنتی شده است.